# Barkbiller
Barkbiller (Scolytidae) er biller, der er cylindriske med et stort forbryst og i længden er cirka 4-6 millimeter. I Danmark kendes lidt over 50 forskellige arter, hvoraf flere er kendt som alvorlige skadedyr.

## Hunnens bygning
Barkbillehunnen har små fordybninger bagtil på sine dækvinger, som bruges som en form for øse, når hun gnaver gange under træernes bark. Øsen bruges til at transportere boremelet væk med. I gangene lægges æggene. Barkbillehunnen laver et fast mønster af gange alt efter arten.

## Elmesyge
I de seneste år har forskellige arter af elmebarkbiller samarbejdet med svampen Ceratocystis ulmi, sådan at sygdommen elmesyge blev overført fra elmetræ til elmetræ med træernes død til følge. For tiden raserer en tilsvarende sygdom, egesyge, de amerikanske egetræer. Den overføres af egebarkbiller og skyldes svampen Ceratocystis fagarum.

## Arter (udvalg)
- Typograf (Ips typographus)
- Granrodbille (Hylastes cunicularius)
- Lille elmebarkbille (Scolytus laevis)

## Slægter
| - Blastophagus - Cryphalus - Crypturgus - Dendroctonus - Dryocoetes - Ernoporus - Gnathotrichus - Hylastes - Hylesinus - Hylurgopinus - Hylurgus - Ips - Leperisinus | - Myelophilus - Phloeophthorus - Phloeosinus - Pityogenes - Pityokteines - Pityophthorus - Polygraphus - Scolytus - Taphrorynchus - Tomicus - Trypodendron - Xyleborus - Xyloterus |